# Порш, Андреа
Андреа Порш (нем. Andrea Porsch, 6 октября 1959, Вена, Австрия) — австрийская хоккеистка (хоккей на траве), полевой игрок.

## Биография
Андреа Порш родилась 6 октября 1959 года в Вене.
Играла в хоккей на траве за «Вену».
В 1980 году вошла в состав женской сборной Австрии по хоккею на траве на летних Олимпийских играх в Москве, занявшей 5-е место. Играла в поле, провела 5 матчей, забила 2 мяча в ворота сборной Польши.